# Конвой № 7202 (серпень 1943)
Конвой № 7202 (серпень 1943 року) — японський конвой часів Другої світової війни, проведення якого відбувалось у серпні 1943 року.
Вихідним пунктом конвою був атол Трук (Чуук) у центральній частині Каролінських островів, де до лютого 1944 року були головна база японського ВМФ в Океанії та транспортний хаб, що забезпечував постачання до Рабаула (головна передова база в архіпелазі Бісмарка, з якої провадились операції на Соломонових островах та сході Нової Гвінеї) та Східної Мікронезії. Пунктом призначення став інший важливий транспортний хаб Палау на заході Каролінських островів.
До складу конвою увійшли транспорти «Кембу-Мару» та «Сансей-Мару» під охороною переобладнаного канонерського човна «Чоан-Мару № 2 Го».
Загін вийшов із бази 20 серпня 1943 року. На підходах до Труку та Палау традиційно діяли американські підводні човни. Утім, цього разу перехід пройшов без інцидентів, і 26 серпня конвой № 7202 успішно прибув на Палау.
Невдовзі обидва транспорти вирушать до Японії, проте в різних конвоях — FU-807 («Кембу-Мару») та FU-206 («Сансей-Мару»).